# Eric Hansen
Eric Hansen est un joueur d'échecs américano-canadien né le 24 mai 1992 à Irvine en Californie.
Au 13 janvier 2025, il est le numéro un canadien parmi les joueurs actifs avec un classement Elo de 2 609 points, et il est le numéro trois de l'ensemble des joueurs canadiens. 

## Biographie et carrière
Grand maître international depuis 2013, Eric Hansen a remporté le championnat du Canada en 2011 et 2015. Il fut premier ex æquo de l'open de Cappelle-la-Grande en 2013.
Il a représenté le Canada lors des olympiades de 2012 et 2014 (au deuxième échiquier) et de trois coupes du monde. Lors de la coupe du monde d'échecs 2011 il perdit au premier tour face à Vugar Gashimov et lors de la coupe du monde d'échecs 2013, il fut éliminé par Vladimir Malakhov.
| Année | Lieu            | Résultat     | Adversaire                    |
| ----- | --------------- | ------------ | ----------------------------- |
| 2011  | Khanty-Mansiïsk | premier tour | Vugar Gashimov                |
| 2013  | Tromsø          | premier tour | Vladimir Malakhov             |
| 2023  | Bakou           | premier tour | L.M.S.T. De Silva (Sri Lanka) |

Il possède une chaine YouTube dans laquelle il poste régulièrement des vidéos d'échecs sur le site Chess.com avec d'autres joueurs d'échecs professionnels comme  Aman Hambleton  (numéro 10 canadien) ou Yasser Seirawan.